# Mexotroglinus
Mexotroglinus is een geslacht van hooiwagens uit de familie Stygnopsidae.
De wetenschappelijke naam Mexotroglinus is voor het eerst geldig gepubliceerd door Silhavý in 1977. 

## Soorten
Mexotroglinus is monotypisch en omvat slechts de volgende soort:
- Mexotroglinus sbordonii